# Horváth László (színművész, 1943–1988)
Horváth László (Dombóvár, 1943. február 10. – Budapest, 1988. január 22.) Jászai Mari-díjas magyar színművész.

## Életpályája
1943. február 10-én született Dombóváron, ahol édesapja vasúti állomásfőnök volt. Budapesten, az ELTE Cukor utcai Gyakorló Gimnáziumában érettségizett. Középiskolásként egyetemi színpadi műsorok szereplője volt. 1965-ben végzett a Színház- és Filmművészeti Főiskolán. 1965–1967-ben a Békéscsabai Jókai Színház, 1967–1970 között a Kecskeméti Katona József Színház, 1970-től 1979-ig a Veszprémi Petőfi Színház, majd 1984-ig a filmgyár társulatának tagja. 1984-től a Vígszínház művésze. Markáns arculatú karakterszínész volt, magas termetű, barna bőrű, sötét hajú, bajszú, szemű férfi volt, aki filmszerepekben jellegzetes magyar típust képviselt. Hangja mély, beszédtechnikája kifogástalan.
Pályája kezdetétől filmezett, több mint harminc játékfilmben kapott szerepet. Jancsó Miklósnak szinte valamennyi alkotásában játszott. Epizódfeladatokban is megjelenítette sajátos művészi kézjegyét. A „fényes szelek” nemzedékét idézte meg az Angi Vera Neubauerjaként, családi emlékeiből is táplálkozhatott A másik ember vasutasának megformálása. Kemény kötésű csikós volt a Hosszú vágta kockáin.
Gyakran szerepelt tévéfilmekben is.

## Szerepeiből

### Színház
A Színházi adattárban regisztrált bemutatóinak száma: 68, ugyanitt huszonkét színházi felvételen is látható.
- A másik (Hubay Miklós: Szüless újra kedves)
- Simon Péter (Kodolányi János: Földindulás)
- Sipos tizedes (Tabi László: Enyhítő körülmény)
- Az ördög (Molnár Ferenc: címszerep)
- Szerdahelyi–Kiss (Csurka István: Eredeti helyszín)
- Banquo (Shakespeare: Macbeth)
- Figaro (Beaumarchais: Figaro házassága)
- Hegyesi (Csurka István: Vizsgák és fegyelmik)
- Mavrik Nyikolajevics (Dosztojevszkij: Ördögök)
- Lord Pierce of Exton (Shakespeare: II. Richard)

### Film
- Karambol (1964)
- Szegénylegények (1965)
- Így jöttem (1965)
- Fényes szelek (1968)
- Égi bárány (1970)
- Még kér a nép (1971)
- Meztelen vagy (1971)
- Makra (1972)
- Romantika (1972)
- Holnap lesz fácán (1974)
- Utánam, srácok! (1975)
- Az idő kezdetén (1975)
- A járvány (1975)
- Megtörtént bűnügyek (1976, tv-sorozat)
- Kentaurok (1978)
- Angi Vera (1978)
- Magyar rapszódia (1978)
- Allegro barbaro (1978)
- Vasárnapi szülők (1979)
- Circus Maximus (1980)
- A svéd, akinek nyoma veszett (1980, m.-NSZK-svéd)
- Ideiglenes paradicsom (1981)
- Kettévált mennyezet (1981)
- A szeleburdi család (1981)
- A zsarnok szíve, avagy Boccaccio Magyarországon (1981)
- Faustus doktor boldogságos pokoljárása (1982, tv-sorozat)
- Visszaesők (1982)
- A 78-as körzet (1982, tv-sorozat)
- Szegény Dzsoni és Árnika (1983) - Ipiapacs
- Boszorkányszombat (1983)
- Hosszú vágta (1983)
- Különös házasság (1984, tv-sorozat)
- T.I.R. (1985, tv-sorozat)
- A falu jegyzője (1986, tv-sorozat)
- Érzékeny búcsú a fejedelemtől (1986)
- A másik ember (1987)
- Rabigában (1987, tv-sorozat)
- Soha, sehol, senkinek (1988)

### Tévéjáték
- Gyilkosság a 31. emeleten (MTV, 1981)

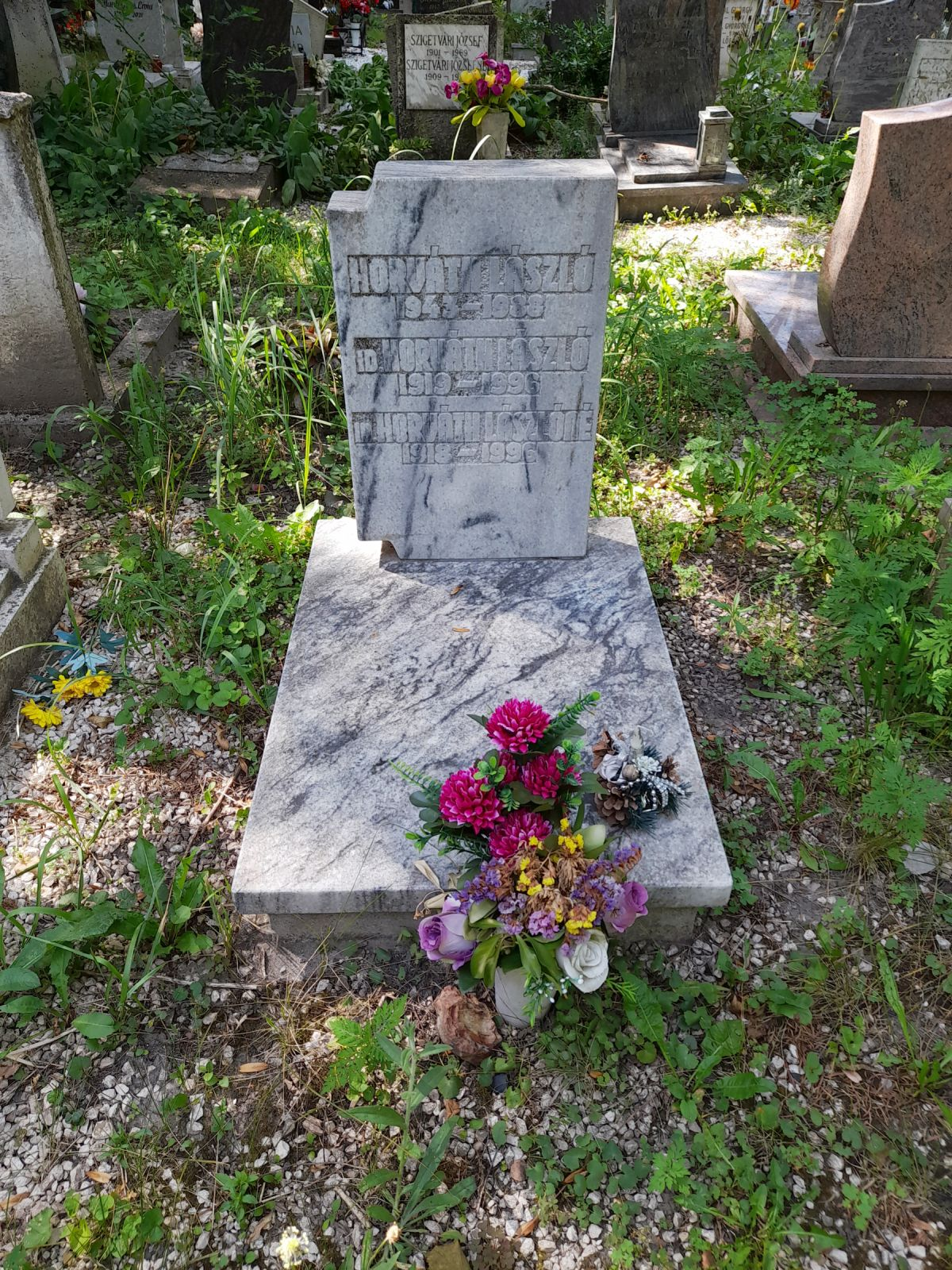
Sírja a Megyeri temetőben (6205-V-0-33)

- Kis Anna, nagy Anna (MTV, 1982)
- Csata a hóban (MTV, 1983)
- Kacsakaland (MTV, 1983)
- Krízis (MTV, 1984)
- Különös házasság (MTV, 1984)
- Parancsra tettem (MTV, 1984)
- Az aranyifjú (MTV, 1985)
- A halhatatlan ember (MTV, 1986)
- Szerelmek (MTV, 1986)
- Palika (MTV, 1988)
- Románc (MTV, 1989)

## Díjai, elismerései
- Jászai Mari-díj (1979)